# 볼게임 (북아메리카)

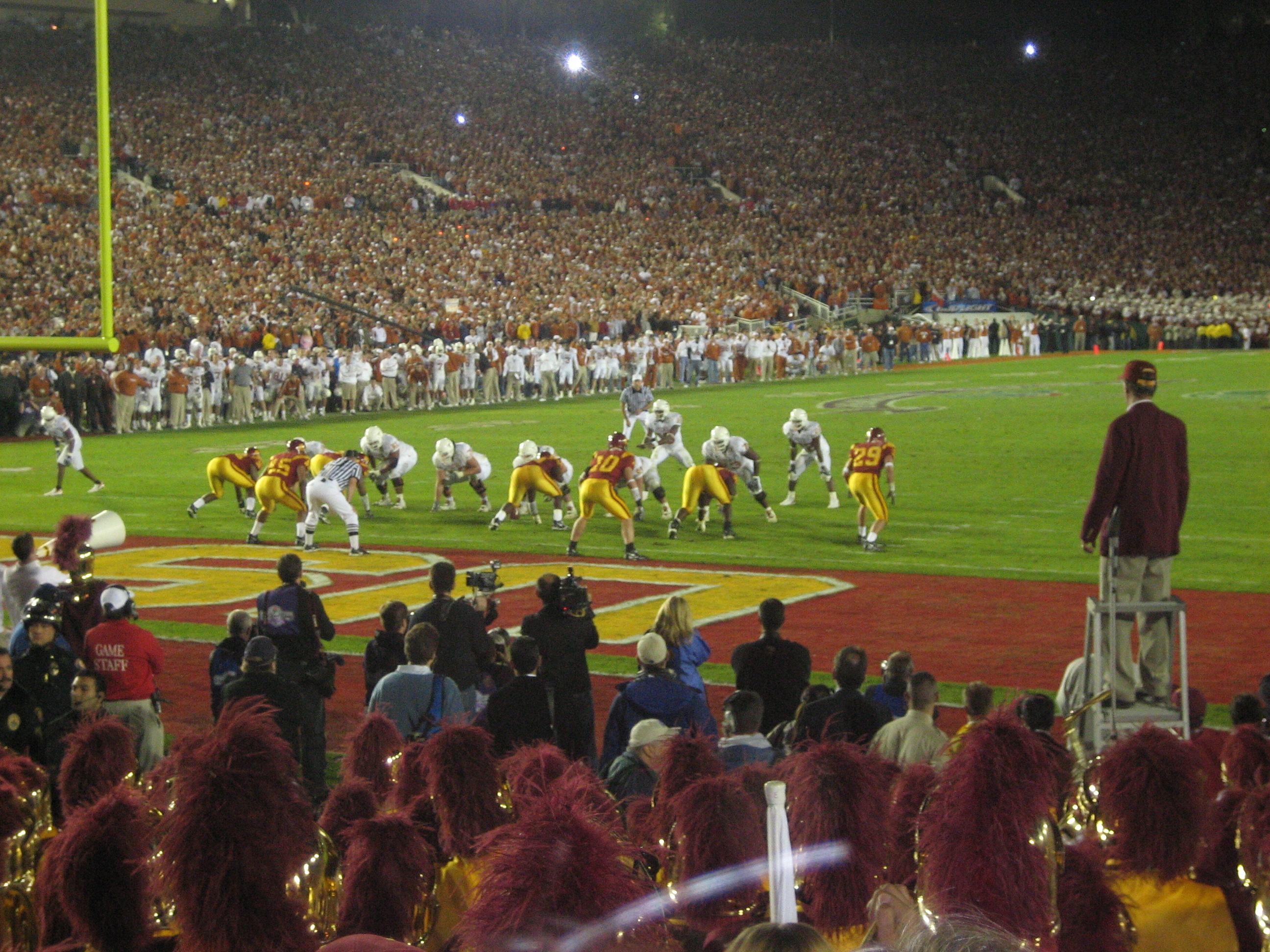

볼게임(bowl game) 또는 간단히 볼(bowl)은 북아메리카에서 전미 대학 체육 협회(NCAA)의 디비전 I 풋볼 볼 서브디비전(FBS)에 속한 팀이 주로 플레이하는 포스트시즌 대학 풋볼 경기 중 하나이다. 대부분의 역사 동안 디비전 I 볼 서브디비전은 연례 국가 챔피언을 결정하기 위해 플레이오프 토너먼트를 사용하는 것을 피했으며, 대신 전통적으로 스포츠 작가 및 기타 비선수의 투표에 의해 결정되었다. 이러한 플레이오프 대신 미국 전역의 여러 도시에서는 포스트시즌 대학 축구 경기를 특징으로 하는 자체 지역 축제를 개발했다. 2002년 이전에는 볼 게임 통계가 선수의 경력 총계에 포함되지 않았다. 현장에서 FBS 국가 챔피언을 결정하기 위한 영구적인 시스템을 구축하려는 시도에도 불구하고(예: 1992년부터 1994년까지의 볼 콜리션, 1995년부터 1997년까지의 볼 얼라이언스, 1998년부터 2013년까지의 볼 챔피언십 시리즈, 2014년부터 현재까지 칼리지 풋볼 플레이오프) 다양한 볼게임은 기득권이 자리잡고 있기 때문에 계속해서 개최되고 있다.